# NGC 7200
NGC 7200 (również PGC 68068) – galaktyka eliptyczna (E), znajdująca się w gwiazdozbiorze Indianina. Odkrył ją John Herschel 30 września 1834 roku.